# Belo Blato
Belo Blato (en serbe cyrillique : Бело Блато ; en slovaque : Biele Blato ; en hongrois : Nagyerzsébetlak ; en allemand : Elisenheim) est une localité de Serbie située dans la province autonome de Voïvodine et sur le territoire de la Ville de Zrenjanin, district du Banat central. Au recensement de 2011, elle comptait 1 331 habitants.
Belo Blato est officiellement classé parmi les villages de Serbie.

## Histoire
Belo Blato fut fondé en 1883. Les premiers habitants étaient des Slovaques qui venaient de Padina (au sud du Banat) ; ils quittaient leur village pour échapper à l'oppression hongroise.

### Répartition de la population (2002)

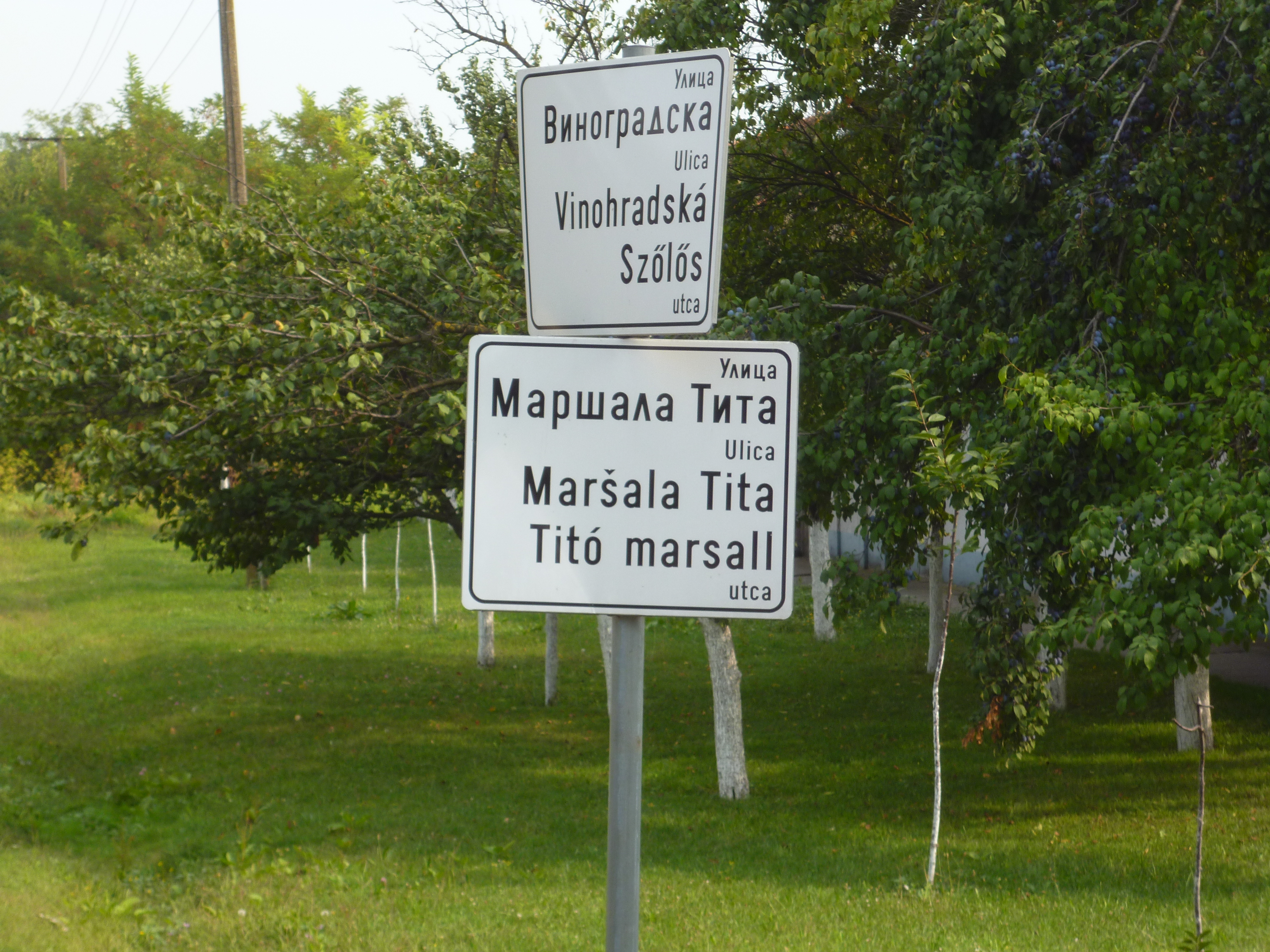
Plaque de rue en langues serbe, slovaque, et hongroise, reflétant la diversité de la population du village de Belo Blato.

## Démographie

### Évolution historique de la population
| 1948  | 1953  | 1961  | 1971  | 1981  | 1991  | 2002  | 2011  |
| ----- | ----- | ----- | ----- | ----- | ----- | ----- | ----- |
| 2 159 | 2 490 | 2 031 | 1 841 | 1 764 | 1 762 | 1 477 | 1 331 |

|  |